# サルギス・サルグシアン
サルギス・サルグシアン（Sargis Sargsian, アルメニア語：Սարգիս Սարգսյան, 1973年6月3日 - ）は、アルメニア・エレバン出身の男子プロテニス選手。ATPツアーでシングルス1勝、ダブルス2勝を挙げた。自己最高ランキングはシングルス38位、ダブルス33位。身長180cm、体重75kg。右利き、バックハンド・ストロークは両手打ち。

## 来歴
サルグシアンは4大大会の男子シングルスで、2003年全豪オープンと2004年全米オープンで4回戦に進出し、全仏オープンとウィンブルドン選手権でも複数回の3回戦進出を果たしている。男子テニス国別対抗戦デビスカップでも、アルメニアが1996年に初参加した時からずっとデビスカップアルメニア代表を支え、当地のスポーツ史に大きな足跡を残した。
サルグシアンは7歳からテニスを始め、アルメニアのスポーツ選手育成機関で学んだ後、1993年からアメリカに留学した。アリゾナ州立大学の学生テニス選手だった頃、サルグシアンは同大学で最初のNCAAシングルス選手権優勝者になっている。1995年にプロ入りし、主催者推薦で初出場した全米オープンでいきなり3回戦に進出した。翌1996年、アルメニアはデビスカップに初参加を果たす。5月下旬にイスタンブールで行われた最下位グループヨーロッパ・アフリカゾーン・グループ3の総当たり戦が、アルメニアのデビスカップ初挑戦であった。1997年7月、サルグシアンはテニス殿堂選手権で初のATPツアー決勝に進出し、ブレット・スティーブンを7-6, 4-6, 7-5で破り、ツアー初優勝を達成した。
それから、サルグシアンは全仏オープンで1998年～2000年の3年連続3回戦進出を果たす。この3年間、彼はティム・ヘンマン、ウェイン・フェレイラ、チャン・シャルケン、アルノー・クレマンなどの強豪選手を撃破し、1999年の3回戦では大会前年優勝者のカルロス・モヤと対戦した。2001年には、ウィンブルドン選手権で初の3回戦進出を果たしている。
30歳を迎えた2003年、サルグシアンはテニス経歴で最も充実した年を送った。この年、彼はツアーでシングルス2大会に準優勝、ダブルスで2大会優勝、全豪オープン4回戦進出などの戦績を記録する。それまで全仏オープン・ウィンブルドン・全米オープンの3回戦に勝ち上がってきたサルグシアンだが、この全豪オープンで初の4回戦進出を決めた。3回戦で地元オーストラリアのマーク・フィリプーシスを破ったサルグシアンは、初進出の4回戦でウェイン・フェレイラに3-6, 4-6, 6-3, 3-6で敗れた。その後ウィンブルドン選手権でも2年ぶり2度目の3回戦に進出するが、フアン・カルロス・フェレーロに敗退する。同年の秋に、サルグシアンはロシアでの2大会で決勝に進んだが、9月末のクレムリン・カップ決勝ではテーラー・デントに、10月のサンクトペテルブルク・オープンではグスタボ・クエルテンに敗れ、6年ぶりとなるツアー2勝目のチャンスを逃した。
2004年のシーズンは、全米オープンで4回戦進出があった。1回戦でアレックス・コレチャ、2回戦でアテネ五輪の単複金メダルを獲得したニコラス・マスーを破って勝ち進んだサルグシアンは、4回戦でアンドレ・アガシに3-6, 2-6, 2-6のストレートで完敗した。
サルグシアンはオリンピックのアルメニア代表選手としても、1996年アトランタ五輪と2000年シドニー五輪、2004年アテネ五輪の3度出場を果たしている。アトランタではダニエル・ネスターとの1回戦に勝利しているが、シドニーとアテネでは初戦敗退に終わっている。
2005年ウィンブルドン選手権1回戦でニコラス・マスーに敗れた試合が、彼の最後の4大大会出場になった。2006年7月、デビスカップでイワン・ドディグに敗れた試合を最後に、サルグシアンは33歳で現役を引退した。

## ATPツアー決勝進出結果

### シングルス: 3回 (1勝2敗)
| 大会グレード                                  |
| グランドスラム (0-0)                          |
| テニス・マスターズ・カップ (0-0)              |
| ATPマスターズシリーズ (0-0)                   |
| ATPインターナショナルシリーズ・ゴールド (0-0) |
| ATPインターナショナルシリーズ (1–2)           |

| サーフェス別タイトル |
| ハード (0–1)         |
| クレー (0-0)         |
| 芝 (1-0)             |
| カーペット (0-1)     |

| 結果   | No. | 決勝日         | 大会                 | サーフェス        | 対戦相手               | スコア           |
| ------ | --- | -------------- | -------------------- | ----------------- | ---------------------- | ---------------- |
| 優勝   | 1.  | 1997年7月7日   | ニューポート         | 芝                | ブレット・スティーブン | 7–6(0), 4–6, 7–5 |
| 準優勝 | 1.  | 2003年9月29日  | モスクワ             | カーペット (室内) | テーラー・デント       | 6–7(5), 4–6      |
| 準優勝 | 2.  | 2003年10月20日 | サンクトペテルブルク | ハード (室内)     | グスタボ・クエルテン   | 4–6, 3–6         |

### ダブルス: 5回 (2勝3敗)
| 結果   | No. | 決勝日        | 大会               | サーフェス | パートナー                 | 対戦相手                                      | スコア           |
| ------ | --- | ------------- | ------------------ | ---------- | -------------------------- | --------------------------------------------- | ---------------- |
| 準優勝 | 1.  | 1999年7月5日  | ニューポート       | 芝         | クリス・ウッドラフ         | ウェイン・アーサーズ リーンダー・パエス       | 7–6, 6–7, 3–6    |
| 準優勝 | 2.  | 2000年8月21日 | ワシントンD.C.     | ハード     | アンドレ・アガシ           | ジャレッド・パーマー アレックス・オブライエン | 5–7, 1–6         |
| 準優勝 | 3.  | 2003年5月19日 | ザンクト・ペルテン | クレー     | ネナド・ジモニッチ         | シーモン・アスペリン マッシモ・ベルトリーニ   | 4–6, 7–6(8), 3–6 |
| 優勝   | 1.  | 2003年7月28日 | ワシントンD.C.     | ハード     | エフゲニー・カフェルニコフ | クリス・ハガード ポール・ハンリー             | 7-5, 4-6, 6-2    |
| 優勝   | 2.  | 2003年9月8日  | ブカレスト         | クレー     | カールステン・ブラーシュ   | シーモン・アスペリン ジェフ・クッツェー       | 7–6(7), 6–2      |

## 4大大会シングルス成績
略語の説明
| W | F | SF | QF | #R | RR | Q# | LQ | A | Z# | PO | G | S | B | NMS | P | NH |

W=優勝, F=準優勝, SF=ベスト4, QF=ベスト8, #R=#回戦敗退, RR=ラウンドロビン敗退, Q#=予選#回戦敗退, LQ=予選敗退, A=大会不参加, Z#=デビスカップ/BJKカップ地域ゾーン, PO=デビスカップ/BJKカッププレーオフ, G=オリンピック金メダル, S=オリンピック銀メダル, B=オリンピック銅メダル, NMS=マスターズシリーズから降格, P=開催延期, NH=開催なし.
| 大会           | 1995 | 1996 | 1997 | 1998 | 1999 | 2000 | 2001 | 2002 | 2003 | 2004 | 2005 | 通算成績 |
| -------------- | ---- | ---- | ---- | ---- | ---- | ---- | ---- | ---- | ---- | ---- | ---- | -------- |
| 全豪オープン   | A    | A    | 2R   | 1R   | 2R   | 1R   | 2R   | 1R   | 4R   | 2R   | 2R   | 8–9      |
| 全仏オープン   | A    | A    | 1R   | 3R   | 3R   | 3R   | 2R   | 1R   | 2R   | 1R   | 1R   | 8–9      |
| ウィンブルドン | A    | A    | 2R   | 2R   | 1R   | 1R   | 3R   | 2R   | 3R   | 2R   | 1R   | 8–9      |
| 全米オープン   | 3R   | LQ   | 3R   | 1R   | 1R   | 1R   | LQ   | 3R   | 2R   | 4R   | A    | 9–8      |

※: 1997年全米2回戦の不戦勝は通算成績に含まない